# Лермонтовський проспект (станція метро)
Лермонтовський проспект (рос. Лермонтовский проспект) — 189-а станція Московського метрополітену Тагансько-Краснопресненської лінії. 
Розташована між станціями «Вихіно» та «Жулебіно» і відкрита разом зі станцією «Жулебіно», 9 листопада 2013 року.

Станція побудована під рогом Хвалинського бульвару і Лермонтовського проспекту, звідси і назва станції, яка знаходиться за межами МКАД, приблизно за 500 м від залізничної платформи «Косино». 
Подальша забудова Лермонтовського проспекту і Жулебіно потребувало розвантаження «Вихіно», яка до здачі в експлуатацію станції була найзавантаженішою станцією Московського метрополітену.
.

## Історія
Терен, на якій станція розташована був до 1984 року частиною міста Люберці Московської області. 
В 1984 році терен було передано Москві. 
Весь район, навколо Люберців та інші райони уздовж Казанського і Рязанського приміського напрямків Московської залізниці вельми залежали від станції «Вихіно», на той час кінцевої зупинки Тагансько-Краснопресненської лінії і пересідної станції для обох залізничних напрямків. 
У 2000-х, «Вихіно» було сильно перевантажено. Зрештою, було прийнято рішення продовжити Тагансько-Краснопресненську лінію за межі «Вихіно». Будівництво першої дільниці, зі станціями «Лермонтовський проспект» і «Жулебіно», розпочалося у серпні 2011 року. 
Тунелі були завершені до вересня 2013 року
Відкрита у складі черги «Вихіно» — «Жулебіно» 9 листопада 2013.

## Вестибюлі та пересадки
Східний і західний вестибюлі суміщені з підземними пішохідними переходами з організацією виходів на обидві сторони Лермонтовського проспекту.
У конструкціях пішохідних переходів передбачені прорізи, які з'єднають станцію з проектованим ТПУ, який буде розміщений на північній стороні Лермонтовського проспекту.
Пішохідний перехід, що йде від східного вестибюля станції, має ще два виходи на обидві сторони Каспійського бульвару.
На поверхню виходять 7 сходових спусків шириною 4,6 м з п'ятьма ліфтами, накриті шістьма скляними павільйонами типової конструкції.
Ліфти для маломобільних громадян розміщені таким чином, щоб забезпечити попадання пасажирів з будь-якого боку вулиці в метро і дозволяють їм переміщатися з одного боку вулиці на іншу.

## Пересадки
- Залізничну платформу  Косино,
- Метростанцію  Косино
- Автобуси: 177, с613, 669, 722, 723, 747, 772, 773, 787; областной: 323, 346, 352, 373, 463

## Технічна характеристика
Конструкція станції — односклепінна, мілкого закладення (глибина закладення — 12 м'), відстань між коліями — 14,9 м, з платформою острівного типу завширшки 12 м і завдовжки 163 м, з двома підземними вестибюлями, сполученими з платформою станції сходами і ліфтами для маломобільних громадян.

## Колійний розвиток
Між станціями «Вихіно» і «Лермонтовський проспект» посередині перегону відгалужується службова сполучна гілка до Некрасовської лінії.

## Оздоблення
В основу архітектурного вигляду станції закладена колірна шкала спектра від зеленого до червоно-помаранчевого, через жовтий (5 кольорів для станції «Лермонтовський проспект»), що проходить від вестибюля до вестибюля колійними стінами і елементами стельової підвісної світлової конструкції (з багатошарових алюмінієвих панелей зі стільниковим заповненням).
У вестибюлі станції, найближчого до центру Москви, стіни виконані у червоно-помаранчевому кольорі в керамічному камені (типу NBK Ceramic), який підходить з боку вестибюля до платформової ділянки станції.
Біля протилежних вестибюлів колір стін навпроти — зелений.
Відповідні кольори переходять зі стін пішохідних переходів на торцеві стіни і далі на стелі павільйонів над сходовими сходами.
Інші елементи інтер'єру виконані в нейтральних кольорах, будучи тлом до головної колірної теми й утворюють поєднання ясно- і темно-сірих тонів натурального каменю обробки з білим штукатурним склепінням, також нейтральний фон підтримується архітектурними елементами з нержавіючої сталі і скла на лавах, що знаходяться на платформових ділянках, і прозорих перегородках, огорожах сходів і ескалаторів у вестибюлях.
Перехід від одних квітів до інших, які поширені серед рослин в природі, перетворює підземний простір в позитивну середу, яка зберігатиметься в ньому цілий рік.
Різні кольори вестибюлів є додатковим елементом в стандартній системі інформації, прийнятої в метрополітені та допомагають пасажирам краще орієнтуватися у підземному просторі.